# 等待幸福
《等待幸福：Waiting for good news》（日语：カフーを待ちわびて：Waiting for good news），日本作家原田舞葉的小說。

## 概要
2006年第一屆「日本愛情故事大賽」獲獎，作者的小說出道作品。
愛貝克思改編為電影，於2009年春天上映。另外，有羽なぎさ將其漫畫化，於「Dessert」（講談社）系列的雜誌連載。
原文標題中的為「果報」的琉球語，有「好消息」或者「幸福」兩種含義。
2009年出版了番外篇小說。
書籍情報
- 單行本：2006年4月發行，ISBN 4796652124
- 文庫本：2008年5月發行，ISBN 9784796663526

## 登場人物
友寄明青
演員：玉山鐵二
35歲。13年前繼承了祖母經營的雜貨店。店裡是附近的老人家開井邊會議的地方，明青和他們的關係也不錯。祖母於7年前去世，因為單身，所以由家裡的奶奶負責三餐。天生右手不方便。並不是為了特別的理由，但一直不能認同開發計畫。
幸
演員：麻衣子
寄信給明青三周後來訪。皮膚白皙的美女。似乎不擅長家事。好吃也好睡。擁有溫和、輕浮兩面個性。不太愛談及過去的神秘女性。
卡富
明青的家犬。黑色的拉布拉多尋回犬。兩年前出生於兒時玩伴渡家裡。對明青來說是不可替代的家族成員。聰明老實，只會對俊一吠叫。
家裡的奶奶
演員：瀨名波孝子
住在明青家裡的老奶奶。島上唯一的靈媒。86歲。從明青懂事開始，就經常和奶奶一起玩。
新垣渡
演員：勝地涼
明青的兒時玩伴。飼養著母狗卡富。培育著姬松茸，對開發十分感興趣。
照屋俊一
演員：尚玄
明青的兒時玩伴。經營渡假村公司的企業家。在北陸的島上開發渡假村成功，計畫也在與那喜島開發渡假村。
田中庄司
東京出身。經營潛水店。熱愛潛水，五年前搬到這座小島。飼養著2隻從渡那裡得到的狗（卡富的兄弟）。開發反對派的急先鋒。

## 電影

### 演員
主要角色請參照#登場人物。
- 比嘉辰夫：宮川大輔
- 宜保秀雄（村長）：香港
- 新垣梨香：伊藤由美
- 新垣成子：白石美帆（友情客串）
- 友寄美晴（明青的母親）：高岡早紀
- 高木吉雄：澤村一樹
- 醫師：大口廣司
- 明美：久紗野水萌
- 卡富：法蘭西 / 麻子

### 工作人員
- 導演：中井庸友
- 原作：原田舞葉
- 編劇：大島里美
- 音樂：池賴廣
- 主題曲：沐月樂團 「EVERGREEN」
- 沖繩方言指導：今城翔子
- 沖繩今歸仁村場地協調：上間宏明

### 與原作不同的地方
- 明青與俊一的年齡設定：35歳→28歳
- 比嘉辰夫的職業：民宿主人→郵務士

## 外部連結
- 宝島社サイト （页面存档备份，存于）
- 映画公式サイト （页面存档备份，存于）
- 配給会社の作品紹介サイト
- 今帰仁撮影関係 (秘) 話　ロケ地の紹介ブログ （页面存档备份，存于）